# Bezrozměrná jednotka
Bezrozměrná jednotka (podle norem a některých učebnic bezrozměrová jednotka) je jednotka veličiny, která má v dané soustavě jednotek rozměr 1. Zpravidla se jedná o jednotku "jedna" pro většinu bezrozměrových činitelů. V některých případech jsou však používány i jiné bezrozměrové jednotky:
Často se jedná o vyjádření jistého počtu (typickými jednotkami tohoto typu jsou procento, promile, ppm). 
Bezrozměrovými jsou také v mnoha soustavách jednotek jednotky pro argumenty goniometrických, exponenciálních a logaritmických výrazů ve veličinových vztazích (tzv. úhlové a logaritmické veličiny; typickými příklady jednotek tohoto typu jsou neper a decibel). 
Bezrozměrové jednotky jsou používány nejen u fyzikálních, ale i technických a kvalimetrických veličin v oborech, ve kterých není systematicky zavedena žádná soustava jednotek, na jejímž základě by se rozměr jednotek mohl stanovit. Lze se s nimi tedy setkat i v netechnických a nepřírodovědných oborech, jako ekonomie (pomineme-li měnové jednotky) či sociologie.
S bezrozměrovými jednotkami však nelze zacházet jako s pouhými čísly (např. je volně kombinovat či zaměňovat), ale je třeba mít na zřeteli skutečný charakter bezrozměrové veličiny, kterou udávají, daný definicí této veličiny (např. radián za sekundu není vždy totéž co 1/s - viz např. článek úhlová frekvence). Někdy se pro snazší zacházení doplňují v praxi jednotky bezrozměrových veličin různými přívlastky či vyjadřují se jako podíly takto "upřesněných" stejných jednotek (cykl za sekundu namísto reciproké sekundy; gramy složky na 100 gramů roztoku nebo hmotnostní procento namísto procenta u objemového zlomku apod.), zpravidla to však neodpovídá pravidlům pro veličiny a jednotky (např. příručce SI). Kvůli nespecifičnosti bezrozměrových jednotek bývá někdy kritizována i současná podoba soustavy SI.

## Jazyková poznámka
Fyzikální rozměr je vlastností veličiny, tedy také jednotky, nikoli objektu. Příklady: rozměr objemu {\displaystyle =L^{3}}; rozměr úhlu  {\displaystyle =L/L=L^{0}}.
Norma se zde přiklonila k adjektivu rozměrový, např. rozměrový exponent; bezrozměrová veličina má rozměr 1. Podobně se běžně užívá rozměrová analýza. 
Naproti tomu rozměr v geometrii je vlastností objektu (nikoli veličiny): rozměr balíku je 20 cm {\displaystyle \times } 30 cm {\displaystyle \times } 50 cm. Jako adjektivum se zde užívá tvar rozměrný - rozměrné zavazadlo, případně v matematice s číslovkou: bezrozměrný bod má 0 rozměrů;  časoprostor je čtyřrozměrný.  Jako termín by byla "bezrozměrná jednotka" v rozporu s tímto pojetím; nové normy i učebnice užívají "bezrozměrová jednotka".